# 小西岳
小西 岳（こにし がく、1934年2月28日 - 2018年1月17日）は、日本の物理学者。関西学院大学名誉教授。2012年瑞宝中綬章受章。

## 略歴
1948年以来のエスペランティストであり、歌のエスペラント訳を多く発表している他、エスペラント歌詞の歌を何曲か作曲している。関西エスペラント連盟（KLEG）の委員長を務め、世界エスペラント協会(UEA)名誉会員である。財団法人日本エスペラント学会発行の『エスペラント日本語辞典』(2006年)の編集主幹を務めた。
物理学者であり、関西学院大学理工学部教授、理学部長を歴任し、同大学名誉教授となり、2012年秋に瑞宝中綬章受章。

## 主な著作

### エスペラント学習関連
- 文法の散歩道　（1986年、2010年改訂新版、日本エスペラント図書刊行会）
- エスペラント日本語辞典　（2006年、日本エスペラント学会、編集主幹）

### エスペラント書き（原作）
- Vage tra la dimensioj （1976年） - SF短編集。

### エスペラント書き（日本語からの散文翻訳）
- Vilaĝoj en batalkampo （1970年、本多勝一原作の「戦場の村」の抄訳）
- La neĝa lando （1971年、改訂1992年、川端康成原作の「雪国」の訳）
- Hirosima-Nagasaki （1979年、原爆写真集「広島・長崎」のエスペラント訳チームの中心者）
- Notoj pri la Delto （1992年、岡田春原作の広島被爆体験記「デルタの記」の訳）
- Nokto de la galaksia fervojo （1994年、宮澤賢治原作の「銀河鉄道の夜」、他の短編の訳）
- La Flambirdo （2001年、手塚治虫原作の「火の鳥（未来編）」の訳）
- La Edzino de Hanaoka Seisyû （2008年、有吉佐和子原作の「華岡青洲の妻」の訳）
- Noveloj de Akutagawa Ryû nosuke （2010年、芥川龍之介原作の短編の訳、対訳出版）

### エスペラント書き（日本語からの歌の訳）
（数十曲あるが、数曲の原題のみ示す）
「もみじ」、「どんぐりころころ」、「おぼろ月夜」
- La ĉevalo de Motizuki （1999年、合唱組曲望月の駒の訳）

### 映画、ゲーム関連
- 劇場用アニメ映画銀河鉄道の夜のエスペラント題詞、背景のエスペラント表示を担当。
- ゲームファイナルファンタジーXIのオープニングテーマのエスペラント訳を担当（Memoro de la Ŝtono）。

### 物理学関連
- 力学（共立物理学講座4）　（1982年、共立出版、納繁男と共著）
- 力学演習（共立物理学講座5）　（1984年、共立出版、納繁男と共著）